# アレックス・テイシェイラ・サントス
アレックス・テイシェイラ・サントス（Alex Teixeira Santos, ブラジルポルトガル語発音: [aˈlɛks te(j)ˈʃejɾɐ]、1990年1月6日 - ）は、ブラジル・リオデジャネイロ州出身のサッカー選手。ポジションはミッドフィールダー。
テイシェイラを「ティシェイラ」と表記されることもある。

## 経歴

### クラブ
1999年にヴァスコ・ダ・ガマのユースでキャリアをスタートした。2008年にトップチームに昇格し、同年1月に行われたドバイチャレンジカップのハンブルガーSV戦でプロデビューを飾った。この大会でマンチェスター・ユナイテッドやエヴァートンから注目を浴びた。この年カンピオナート・ブラジレイロ セリエBでも活躍した。
2009年12月21日、ウクライナのシャフタール・ドネツクと5年契約を結んだ。移籍金額は600万ユーロ（約7億8000万円）。
リヴァプールやチェルシーなどが獲得に関心を寄せていたが、2016年2月5日、移籍金5000万ユーロ（約65億4000万円）で中国サッカー・スーパーリーグの江蘇蘇寧に加入すると、クラブ公式サイトで発表した。3月5日、山東魯能とのシーズン開幕戦で先発出場すると、2ゴールを挙げて勝利に貢献した。
2020年シーズン、チームの優勝に貢献するも、契約満了により退団。
2021年8月10日、ベシクタシュJKへの加入が発表された。契約は2023年6月30日までで、年俸は300万ユーロ(約3億8900万円)の見込み。

### 代表
2007年にはブラジルU-17代表として南米U-17選手権に出場し優勝に貢献し、FIFA U-17ワールドカップ出場権を獲得した。U-17ワールドカップではベスト16で敗退するも自身は2ゴールを挙げた。2009年にはU-20代表としてFIFA U-20ワールドカップに出場し3ゴールを挙げチームを準優勝に導き、自身もシルバーボールを獲得した。

## 人物・エピソード
- 2016年3月15日に行われたAFCチャンピオンズリーグ2016のグループリーグ第3節のFC東京戦でユニネームのスペルミスがあった[5]。登録リストをAFCに提出する際に、間違ったスペルで登録していたという[6]。

## タイトル

### クラブ
ヴァスコ・ダ・ガマ
- カンピオナート・ブラジレイロ セリエB 2009

FCシャフタール・ドネツク
- ウクライナ・プレミアリーグ 2010-11, 2011-12, 2012-13, 2013-14
- ウクライナ・カップ 2010-11, 2011-12, 2012-13
- ウクライナスーパーカップ 2010, 2012, 2013, 2014, 2015

江蘇蘇寧足球倶楽部
- 中国サッカー・スーパーリーグ 2020

### 代表
ブラジル代表
- 南米U-15選手権 2005
- 南米U-17選手権 2007
- FIFA U-20ワールドカップ シルバーボール